# Leopoldinia
Leopoldinia es un género con tres especies de plantas con flores perteneciente a la familia  de las palmeras (Arecaceae) y el único miembro de la tribu Leopoldinieae.  Originario de América del Sur.  Las tres especies son de importancia comercial, especialmente L. piassaba, que es utilizada como material de construcción.

## Distribución y hábitat
Es nativo de Brasil occidental,  sur de Venezuela y de las regiones  amazónicas de Colombia, todas ocupan lugares bajos y periódicamente inundados, en el bosque tropical  lluvioso.

## Taxonomía
El género fue descrito por Carl Friedrich Philipp von Martius y publicado en Palmarum familia 14. 1824. La especie tipo[ es: Leopoldinia pulchra Mart.
Etimología
Leopoldinia: nombre genérico que es nombrado en honor de María Leopoldina de Austria, emperatriz de Brasil.

## Especies
- Leopoldinia major Wallace (1853).
- Leopoldinia piassaba Wallace (1853).
- Leopoldinia pulchra Mart. (1824).